# 박상훈 (축구인)
박상훈(朴祥薰, 1931년 2월 19일 ~ )은 대한민국의 축구 선수 및 축구 감독으로 1956년 AFC 아시안컵과 1960년 AFC 아시안컵 우승 멤버이다. 주택은행 축구단 감독을 역임하였으며 1970년대 대한민국 축구 국가대표팀 수석코치를 역임했다.